# Necrotiserende enterocolitis
Necrotiserende enterocolitis (NEC) is een verwoestende darmziekte die te vroeg geboren baby's treft. Het is het meest voorkomende beeld waaraan prematuren sterven.

## Symptomen
Symptomen kunnen zijn: verminderde voedselopname, een opgeblazen buikje, verminderde activiteit, bloed in de ontlasting, braken van gal, afsterven van de darmen en multi-orgaanfalen. Bij premature baby's die minder dan ongeveer 1400 gram wegen, ontwikkelt 5 tot 7 procent NEC en sterft 15 tot 25 procent daarvan eraan.

## Oorzaak
De exacte oorzaak is onduidelijk. Er zijn echter verschillende risicofactoren geïdentificeerd. Consequent beschreven risicofactoren zijn onder meer flesvoeding, wat het risico op NEC vertienvoudigt, intestinale dysbiose, laag geboortegewicht en prematuriteit. Aangenomen wordt dat het onderliggende mechanisme een combinatie is van een slechte doorbloeding en infectie van de darmen.

## Preventie
Preventie omvat het gebruik van moedermelk, eventueel gedoneerde moedermelk (borstvoeding) en probiotica. Mede hierdoor is er een netwerk van moedermelk-banken opgericht, om prematuren te kunnen voorzien van natuurlijke voeding, wanneer de moeder om enige reden daartoe zelf niet in staat is deze te leveren. Volgens een retrospectieve studie nam de incidentie van NEC met 90 procent af in prematuren na het oprichten en inzetten van een moedermelkbank in Iran. Deze uitkomst komt overeen met eerdergenoemd Amerikaans onderzoek. Ook de gevallen van sepsis en oogschade, beiden vaak geassocieerd met prematuren, namen volgens het Iraanse onderzoek significant af.

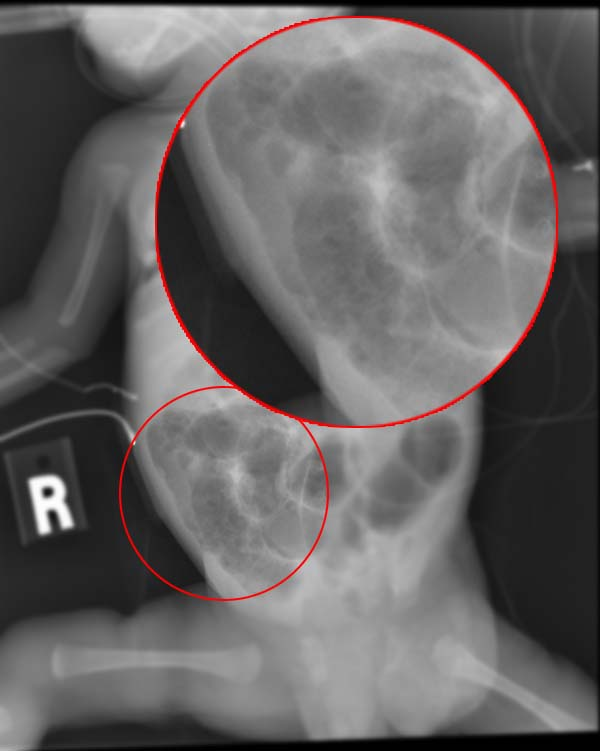
Radiologisch beeld van premature baby met NEC

## Behandeling
Wanneer delen van de dunne darm door NEC zijn aangetast, is soms een chirurgische verwijdering ervan noodzakelijk. Dit kan resulteren in lange-termijncomplicaties zoals een verminderd vermogen om voedingsstoffen op te nemen en een achterblijvende neurologische en motorische ontwikkeling.